# 获各琦苏木
获各琦苏木，是中华人民共和国内蒙古自治区巴彦淖尔市乌拉特后旗下辖的一个乡镇级行政单位。

## 行政区划
获各琦苏木下辖以下地区：
毕力其尔嘎查、乌宝力格嘎查、满都拉嘎查、巴拉乌拉嘎查、前达门嘎查、查干高勒嘎查和萨如拉嘎查。